# Rábida

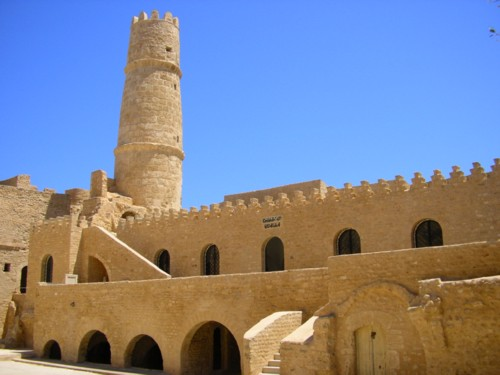
Rábida de Monastir, Túnez.

La rábida es una palabra que procede del árabe clásico ribāṭ (رباط), a través del árabe dialectal de al-Ándalus, rābiṭa, lugar de estación de los musulmanes que se dedican a la piedad y la guerra santa.
Es por lo tanto un edificio con dos usos. Es una fortaleza y puesto de vigilancia, que se ubicaban en lugares fronterizos o de importancia estratégica y a la vez que es un monasterio árabe consagrado a la oración y la guerra santa, por lo que implica la existencia de lugares de oración o de una mezquita, siempre dentro de las obras de la fortificación.
Estaba habitada por los monjes guerreros, los morabitos, pero también ofrecía alojamiento a los comerciantes.
De este término nacieron diversos topónimos de Rábida o Rápita en España (San Carlos de la Rápita, La Rápita, La Rábida, La Rábita, Calatrava), Arrábida en Portugal y Rabat en Marruecos.